# Мюррей (Нью-Йорк)
Мюррей (англ. Murray) — місто (англ. town) в США, в окрузі Орлінс штату Нью-Йорк. Населення — 4796 осіб (2020).

## Демографія
Згідно з переписом 2010 року, у місті мешкало 4988 осіб у 2019 домогосподарствах у складі 1339 родин. Було 2198 помешкань
Расовий склад населення:
| - 95,8 % — білих - 0,9 % — чорних або афроамериканців - 0,3 % — корінних американців - 0,1 % — азіатів - 1,4 % — осіб інших рас |

До двох чи більше рас належало 1,4 %. Частка іспаномовних становила 3,4 % від усіх жителів.
За віковим діапазоном населення розподілялося таким чином: 23,2 % — особи молодші 18 років, 65,1 % — особи у віці 18—64 років, 11,7 % — особи у віці 65 років та старші. Медіана віку мешканця становила 40,1 року. На 100 осіб жіночої статі у місті припадало 97,0 чоловіків;  на 100 жінок у віці від 18 років та старших — 97,5 чоловіків також старших 18 років.
Середній дохід на одне домашнє господарство  становив 64 750 доларів США (медіана — 43 839), а середній дохід на одну сім'ю — 78 856 доларів (медіана — 55 272). Медіана доходів становила 42 917 доларів для чоловіків та 38 105 доларів для жінок. За межею бідності перебувало 19,1 % осіб, у тому числі 31,0 % дітей у віці до 18 років та 9,5 % осіб у віці 65 років та старших.
Цивільне працевлаштоване населення становило 2095 осіб. Основні галузі зайнятості: освіта, охорона здоров'я та соціальна допомога — 29,3 %, роздрібна торгівля — 13,3 %, виробництво — 11,5 %.